# Terre et Humanisme
Terre & Humanisme est une association française de promotion et la transmission de l'agroécologie, en France et à l’international.

## Histoire

### Les Amis de Pierre Rabhi
L'association « Les Amis de Pierre Rabhi » est fondée en 1994 à l’initiative d’amis proches de Pierre Rabhi[Lesquels ?]. Elle se donne pour but de promouvoir l'agroécologie,, en animant des formations en France et à l'international.
En France, l'association loi de 1901 est enregistrée comme organisme de formation, reconnue d’intérêt général.Elle se présente comme non-confessionnelle et apolitique.[réf. souhaitée]

### Terre & Humanisme
Elle change de nom en 1999[réf. nécessaire].
Du fait des impacts négatifs de l’agriculture intensive et de l'agro-industrie sur l’environnement, la transition agroécologique est pour l’association une alternative cohérente et réaliste. En 2019, l'association faisait par exemple partie des trente-cinq organisations de défense des paysans et de protection de l’environnement exprimant douze volonté d'une autre politique agricole commune (PAC), sur la plateforme « Pour une autre PAC ».
Outre les formations qu'elle dispense, et les bénévoles qu'elle accueille dans sa ferme le Mas de Beaulieu, l’association participe à divers événements nationaux ou locaux (salons, conférences, etc.), lors desquels elle sensibilise le public aux thématiques de l'agroécologie.

## Fonctionnement de l’association

### Gouvernance
À la création de l’association en 1994, à titre honorifique, Pierre Rabhi a été nommé président d’honneur.[réf. souhaitée]
L’association est constituée d’un conseil d'administration, et d’une équipe opérationnelle composée de 20 salariés.
Depuis 2013, la présidente de Terre & Humanisme est Françoise Vernet,.

### Finances
En 2015, l'association est lauréate du prix « activité écologique » des 6e grands prix de la finance solidaire, organisés par Le Monde et Finansol.
En 2016, l’association est labellisée par le Don en confiance.
Selon le journaliste Jean-Baptiste Malet en 2018, « un tiers du budget provient de dons tirés des produits financiers Agir du Crédit coopératif (plus de 450 000 euros par an) ».

## Le Mas de Beaulieu
Siège social et symbole historique de l’association, le Mas de Beaulieu est situé à Lablachère dans le sud du département de l’Ardèche.
Le mas est entouré d’un terrain d’environ 1 hectare, dont 1 000 m2 environ sont cultivés en agroécologie. Le sol, au départ, était une terre de garrigue, avec des roches, aride et peu fertile.
Les jardins sont à visée pédagogique et expérimentale et se composent de plusieurs zones : verger-potager, zone de composts, serre et tunnel, phytoépuration, cuves de récupération d’eau, poulailler et rucher…[réf. souhaitée]
Entre 2004 et 2016, 2350 bénévoles y travaillent « plusieurs semaines en échange de repas et d’un hébergement sous la tente. »
En 2019, selon France 3 Auvergne-Rhône-Alpes, « Le Mas de Beaulieu reçoit plus de 2000 visiteurs par an et organise plus de 35 sessions de stages tout public à l'année. Les stagiaires viennent de France et du monde entier et des alliances de coopération avec des pays africains et méditerranéens sont noués. ».

## Critiques et controverses
Émanant de Pierre Rabhi, lui-même parfois critiqué pour ses prises de position ou sa philosophie inspirée de l'anthroposophie, l’association Terre & Humanisme, est elle aussi plusieurs fois critiquée ou controversée.
À la suite de l’article de Jean-Baptiste Malet, « Le système Pierre Rabhi », paru dans Le Monde diplomatique en 2018, qui critique Pierre Rabhi et les structures créées à son initiative, Rabhi a rédigé un droit de réponse dans lequel il indique notamment n'avoir « aucun rôle dans les associations ou structures qu['il a] inspirées et elles n’ont pas de liens entre elles. Leur indépendance financière est la preuve même qu’il n’y a ni système ni marketing. Lieux de formation ou de transformation, elles n’ont jamais prétendu être des fermes modèles « autosuffisantes. » Les structures autour de Pierre Rabhi reçoivent le soutien de plusieurs personnalités, telles que Bernard Chevilliat, président du Fonds de dotation Pierre Rabhi.

Les conditions de bénévolat des volontaires, qui s'engagent à travailler 6h par jour sur le Mas de Beaulieu et à payer 35€ par semaine pour un hébergement en camping et une mise à disposition d'une cuisine avec ingrédients de base, est vivement critiquée comme "travail dissimulé".

### Utilisation de la biodynamie
En 2012, BastaMag réalise un reportage au Mas de Beaulieu, dans les jardins historiques de l'association en Ardèche, en vantant les mérites des pratiques agroécologiques sur un sol peu fertile À la suite de cela, l'Association française pour l'information scientifique (AFIS) critique vivement cet article sur son blog, relevant des pratiques ésotériques issues de l'agriculture biodynamique : « ce sont manifestement l'amateurisme et l'idéologie qui prévalent en ces lieux, avec une petite touche de croyances ésotériques ».
Terre & Humanisme se défend toutefois de promouvoir l'agriculture biodynamique, mais admet que cette discipline est pratiquée par certains de ses collaborateurs.